# Convent de Sant Agustí (Calella)
El Convent de Sant Agustí és un edifici de caràcter religiós al poble maresmenc de Calella. Edifici de planta rectangular, de tres naus i una capella lateral a la nau esquerra. Volta de mig canó, sostinguda per arcs de mig punt que es sustenten sobre gruixuts pilars. El seu interior és il·luminat per tres finestres rectangulars a cada una de les façanes laterals, i tres finestres de la façana principal, situades a l'alçada del cor que és damunt l'entrada. L'esperit d'austeritat, pobresa i senzillesa de l'orde es reflecteix a l'arquitectura de línies severes sense filigranes ornamentals.

## Història
El 2 de febrer de 1700 fou escripturada la cessió a l'orde caputxí d'uns terrenys propietat de F. Teixidor i J. Comes, per edificar-hi el convent. El 1808, les tropes napoleòniques el saquejaren i l'incendiaren, destruint els altars de l'església. L'any 1843 fou subhastat i el guarniren com a hostal, però fracassat el negoci, l'any 1888, es restablí la primera comunitat agustiniana. Novament, el 1936, calaren foc i quedà mig destruït. El 1966, es restaurà l'església i el convent i es transformà en Residència de Sant Agustí. L'església, el que ha perdurat, sofrí algunes transformacions: han desaparegut cinc capelles laterals, i el cor el situen a l'altre extrem, sobre la porta. La resta del convent és, avui, un nou edifici.